# Aurec-sur-Loire
Aurec-sur-Loire là một xã thuộc tỉnh Haute-Loire nam trung bộ nước Pháp. Xã Aurec-sur-Loire nằm ở khu vực có độ cao trung bình 432 mét trên mực nước biển.